# Götz Heinrich Loos
Götz Heinrich Loos (Dortmund, Westfalenn, 23 de septiembre de 1970) es un profesor, botánico y geógrafo alemán.
Estudia y se doctora en la Universidad Ruhr de Bochum.

## Algunas publicaciones
- götz h. Loos, h.j. Geyer, e. Hellmann, k. Margenburg, b. Margenburg. 2012. Beiträge zur Organismenwelt des Kreises Unna VIII. Naturreport, Jahrbuch der Naturförderungsgesellschaft für den Kreis Unna e. V. 16: 66-78

- -----------------, t. Schmitt. 2011. Dynamik und Diversität invasiver Pflanzen in Deutschland. Geographische Rundschau 63 (3): 12-21. Braunschweig

- -----------------, k. Margenburg, b. Margenburg. 2011. Unkraut vergeht doch. Zur Situation der Ackerbeikräuter in der Hellwegbörde. Naturschutz in NRW 22 (3): 4-6. Düsseldorf

- -----------------. 2010. New taxonomic combinations within the flora of central and eastern Europe, especially North Rhine-Westphalia. Bochum : Online-Veröff. Bochumer Bot. ( 2): 1-20

- -----------------, s. Lerbs-Riemoneit. 2007. Wasser- und Uferpflanzenvorkommen in naturnah rückgebauten Bächen. Naturreport, Jahrbuch der Naturförderungsgesellschaft für den Kreis Unna e. V. 11: 73-83

- -----------------, b. Margenburg, k. Margenburg, s. Sczepanski. 2007. Beiträge zur Organismenwelt des Kreises Unna V. Naturreport, Jahrbuch der Naturförderungsgesellschaft für den Kreis Unna e. V. 11: 116-125

- peter Keil, götz h. Loos. 2005. Preliminary account of ergasiophygophytic and xenophytic trees, shrubs and subshrubs in the Central Ruhrgebiet (Germany). Electronic Publ. of the Biological Sta. of Western Ruhrgebiet 3: 1-12 en línea Archivado el 25 de marzo de 2016 en Wayback Machine.

- --------------, ------------------. 2004. Ergasiophygophytic trees and shrubs in the Ruhrgebiet (West Germany). En KÜHN, I. & KLOTZ, S. (eds.) Biological Invasions: Challenges for Science. Neobiota 3: 90

- --------------, ------------------. 2004. Ergasiophygophyten auf Industriebrachen des Ruhrgebietes. Flor. Rundbr. 37 (1-2): 101-112. KEIL, P. & LOOS, G. H. (in prep.): Non-established adventive plants in the Central Ruhrgebiet (Germany)

- --------------, r. Fuchs, götz h. Loos. 2003. Eriobotrya japonica (Thunb.) Lindl., die Japanische Wollmispel, ein ungewöhnlicher Neubürger in Kellerlichtschächten der Essener Innenstadt. – Natur u. Heimat (München) 63 (2): 59-64

- --------------, götz h. Loos. 2002. Dynamik der Ephemerophytenflora im Ruhrgebiet – unerwünschter Ausbreitungspool oder Florenbereicherung? Neobiota 1: 37-49

- götz h. Loos. 1999. Neophytische Kulturflüchtlinge im Stadtzentrum von Kamen/Westfalen. – Decheniana 150: 5-26

- -----------------. 1997. Die Neophyten und ihre Begriffssysteme. Naturreport (Unna) Suppl. 2

## Afiliaciones
- Arbeitsgemeinschaft Forstliche Standorts- und Vegetationskunde
- Arbeitsgemeinschaft Geobotanik in Schleswig-Holstein und Hamburg
- Arbeitsgemeinschaft westfälischer Entomologen
- Bayerische Botanische Gesellschaft (BBG)
- Biologische Gesellschaft für das rheinisch-westfälische Industriegebiet
- Bochumer Botanischer Verein (Mitbegründer)
- Botanische Arbeitsgemeinschaft Südwestdeutschland
- Botanische Vereinigung für Naturschutz in Hessen
- Botanischer Verein von Berlin und Brandenburg
- Bryologisch-lichenologische Arbeitsgemeinschaft für Mitteleuropa (BLAM)
- Deutsche Dendrologische Gesellschaft (DDG)
- Deutsche Gesellschaft für Geschichte und Theorie der Biologie (DGGTB)
- Deutsche Gesellschaft für Umwelterziehung (DGU)
- Deutscher Verband für Angewandte Geographie (DVAG)
- Floristisch-soziologische Arbeitsgemeinschaft
- Freiwillige Feuerwehr Stadt Kamen, Löschgruppe Methler
- Freundeskreis Witten - Kursk
- Geographische Gesellschaft in Hamburg
- Gesellschaft deutschsprachiger Odonatologen (GdO)
- Gesellschaft für Biologische Systematik (GfBS)
- Gesellschaft für Erdkunde, Berlín
- Gesellschaft für Ökologie (GfÖ)
- Gesellschaft zur Erforschung der Flora Deutschlands (GEFD)
- Heidelberger Geographische Gesellschaft (HGG)
- Hochschulverband für Geographie und ihre Didaktik (HGD)
- International Association for Landscape Ecology / Internationale Gesellschaft für Landschaftsökologie, Region Deutschland (IALE)
- International Association for Plant Taxonomy (IAPT)
- Mehr Demokratie
- Nassauischer Verein für Naturkunde
- Naturforschende Gesellschaft, Freiburg en Breisgau
- Naturhistorische Gesellschaft Hannover (NGH)
- Naturhistorischer Verein der Rheinlande und Westfalens (NHV)
- Naturschutzbund Deutschland (NABU), Kreisverband Unna
- Naturwissenschaftlicher Verein für Bielefeld und Umgegend
- Naturwissenschaftlicher Verein, Bremen
- Netzwerk Phytodiversität Deutschlands (NetPhyD)
- Pomologen-Verein
- Rheinisch-westfälische Gesellschaft für Volkskunde
- Rheinischer Verein für Denkmalpflege und Landschaftsschutz
- Veranstaltergemeinschaft für lokalen Rundfunk im Kreis Unna (als Vertreter der Naturschutzverbände; Bestätigung n.i.S.n.)
- Verband der Geographen an Deutschen Hochschulen (VGDH)
- Verband für Geoökologie in Deutschland
- Verein Deutsche Sprache (VDS)
- Verein zur Erforschung der Flora von Österreich
- Verein zur Förderung Naturkundlicher Untersuchungen in Nordwestdeutschland
- Verkehrsclub Deutschland (VCD)
- Westfälischer Naturwissenschaftlicher Verein (WNV)

## Honores

### Eponimia
- (Rosaceae) Rubus loosii H.E.Weber[2]
- La abreviatura «G.H.Loos» se emplea para indicar a Götz Heinrich Loos como autoridad en la descripción y clasificación científica de los vegetales.[3]